# Eremitaget Blaca

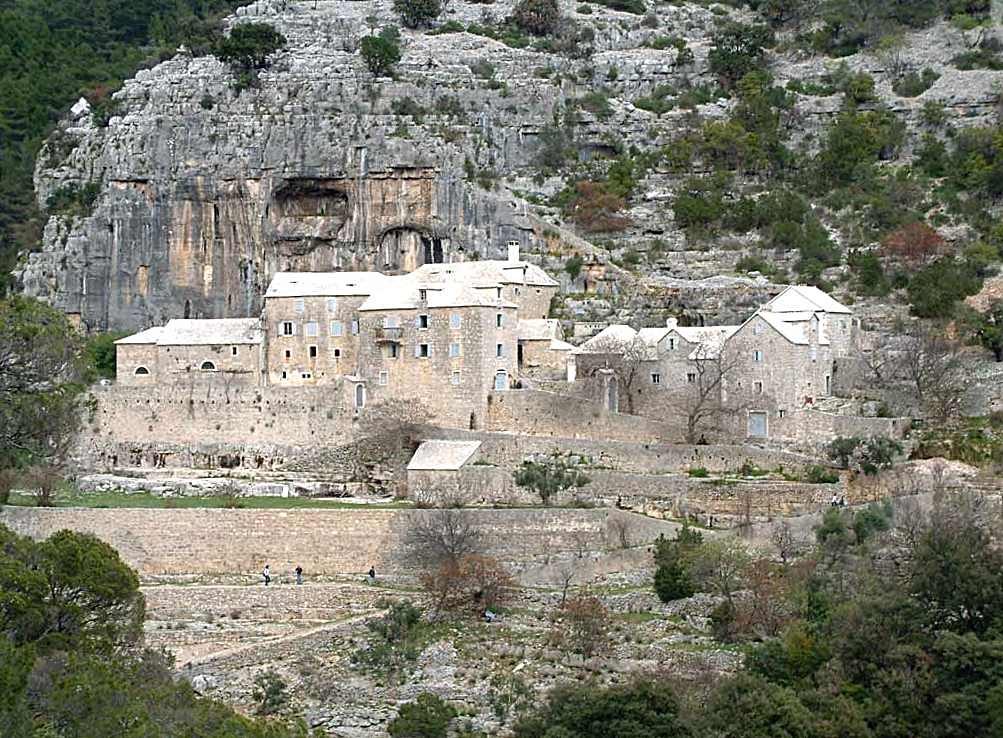
Klostret Pustinja Blaca

Eremitaget Blaca var ett eremitagekloster på södra sidan av ön Brač i Split-Dalmatiens län, Kroatien. Eremitageklostret grundades 1551 av två glagolitiska munkar och fortsatte drivas av efterföljande munkar fram till 1963 då klostrets fader Niko Miličević gick bort.

## Världsarvsstatus
Den 29 januari 2007 sattes eremitaget upp på Kroatiens tentativa världsarvslista.